# Râul Ișlu
Râul Ișlu este un afluent de stânga al răului Râul Cenușa, celălalt afluent fiind un afluent de dreapta, Valea Mărului (Cenușa). 

## Generalități
Râul Ișlu nu are afluenți semnificativi.

## Hărți
- Harta județului Brașov
- Harta Munților Făgăraș  Arhivat în 8 septembrie 2013, la Wayback Machine.
- Harta Munților Piatra Craiului  Arhivat în 27 mai 2008, la Wayback Machine.